# Slaven Bačić
Dr. sc. Slaven Bačić (Subotica, 1965.) je pravni povjesničar i odvjetnik iz Subotice. Jedan je od vodećih intelektualaca među bačkim Hrvatima. 
Studirao je pravo u Novom Sadu, gdje je diplomirao 1988. Svoju akademsku izgradnju je nastavio na Sveučilištu u Beogradu, gdje je 1992. magistrirao na tamošnjem Pravnom fakultetu. 
U Hrvatskoj je 2002. stekao status doktora znanosti na osječkom Pravnom fakultetu na temi povjerenstvenih statuta Subotice, Sombora i Novog Sada s osvrtom na hrvatske slobodne kraljevske gradove.
Na katedri za pravnu povijest Pravnog fakulteta u Novom Sadu od 1989. od 1994. bio je asistent.
Predsjednik je Hrvatskog nacionalnog vijeća Republike Srbije.
Suradnik je Godišnjaka za znanstvena istraživanja Zavoda za kulturu vojvođanskih Hrvata (pseudonim Bruno Skenderović). Pisao je za Žig, Zvonik, Glas ravnice i druge tiskovine.
Član je povjerenstva za izbor najbolje knjige godine kojoj se dodjeljuje nagrada Emerik Pavić.
2007. je dobio nagradu Pro urbe, a Hrvatskim akademskim društvom iz Subotice predsjedava od 2008. godine.
Član je DSHV-a.

## Djela
- Iz prošlosti gradskog prava Novog Sada, Sombora i Subotice", 1998.

Glavni je urednik Leksikona podunavskih Hrvata - Bunjevaca i Šokaca.